# Balair
Balair est une compagnie aérienne suisse créée en 1925 et dissoute en 2001 à la suite de la faillite de Swissair. Aujourd'hui, la société Belair lui a succédé en 2001 et a été rachetée par Air Berlin en 2007, mais continue d'opérer sous un code AITA différent de celui d'Air Berlin.

## Historique

### La première Balair
La première Balair est fondée sous le nom légal de la Basler AG Luftverkehrs en septembre 1925. Les milieux d'affaires bâlois sont à l'origine de la société, à l'identique de la Société zurichoise Ad Astra Aero qui concentre ses activités dans la région de Zurich. Son directeur technique, Balz Zimmermann, développa pendant ses cinq années d'existence, des lignes directes depuis l'aérodrome de Bâle-Sternenfeld pour Fribourg-en-Brisgau, Mannheim, La Chaux-de-Fonds, Zurich, Genève-Lyon, Karlsruhe et Francfort.
La société est l'un des premiers membres de l'AITA. Air Basel AG fusionne avec sa rivale Ad Astra Aero le 31 mars 1931 pour former la nouvelle Swissair, notamment en raison des pressions exercées par l'Office fédéral de l'aviation relative à une politique mieux coordonnée de l'aviation suisse et la concentration des paiements de subventions.[réf. souhaitée]
Au cours de sa première existence, la Balair a transporté plus de 18 000 passagers, 320 tonnes de fret et 143 tonnes de courrier. La société ne volait que pendant les mois d'été.

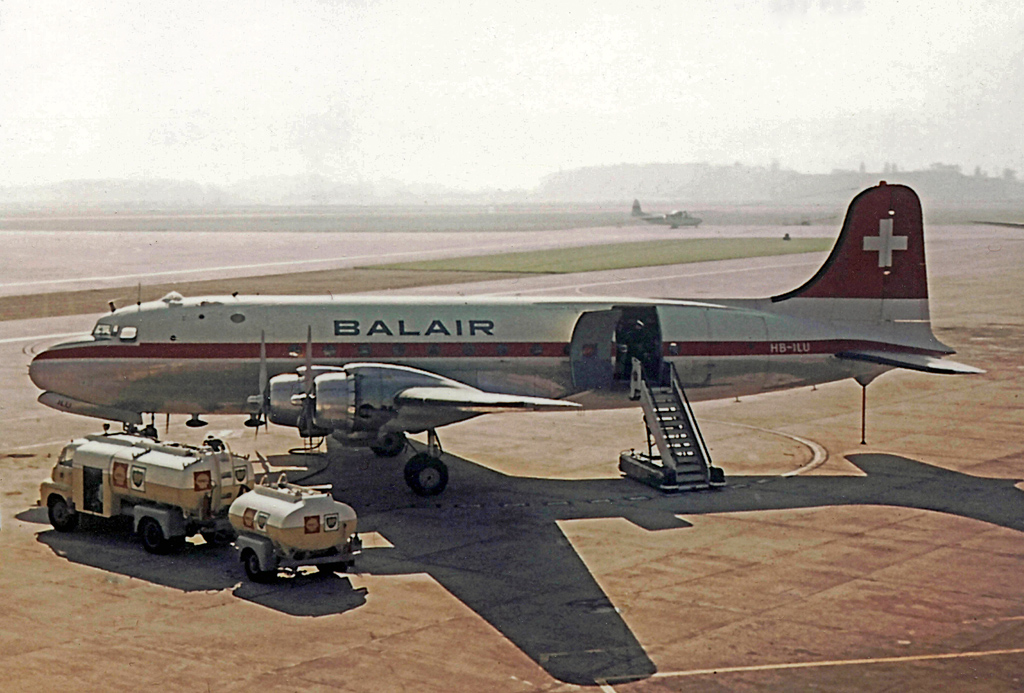
Un Douglas DC-4 de Balair à l'Aéroport de Manchester en 1963.

### La seconde Balair
En 1953, la seconde Balair est créée d'abord en tant qu'école de pilotage. Le service commercial commence avec l'achat de Vickers VC.1 Viking en juin 1957. Très rapidement, Swissair investit massivement dans la compagnie et en 1959, deux Douglas DC-4 sont achetés à Swissair. Pendant ce temps, Balair commence à opérer des vols charters. 
En 1960, la compagnie achete un Douglas DC-6.
Les vols réguliers commencent en 1965 et la compagnie dessert Bâle, Genève, Berne et Francfort. 
Vers la fin des années 1960, les DC-4 sont remplacés par des Fokker F27. 
Le premier Jet est le Convair 990 Coronado puis le McDonnell Douglas DC-9-32 entre en service suivi par un McDonnell Douglas DC-8-63 qui vole en direction de Colombo, Bangkok et Rio de Janeiro. 
En 1974, c'est le début des vols en direction des États-Unis.
Un Douglas DC-10-30 est acheté en 1979.

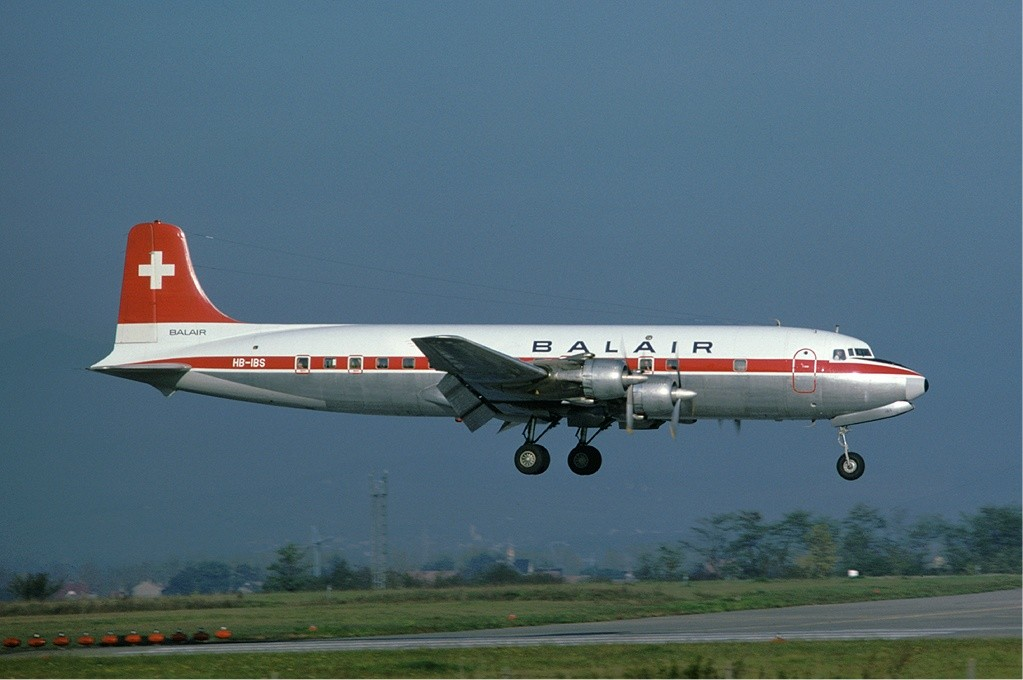
Un Douglas DC-6 de Balair lors de son atterrissage à l'aéroport international de Bâle-Mulhouse-Fribourg en 1976.

Balair devient une compagnie ne volant qu'avec des jets en 1982 et en 1986 l'Airbus A310-325 avec le MD-80 compose la majorité de sa flotte. 
À cette époque, Swissair devient un actionnaire majoritaire et en 1993, la société mère fusionne Balair avec son autre filiale, la Compagnie de Transport Aérien (CTA) basée à Genève, afin de créer Balair CTA.

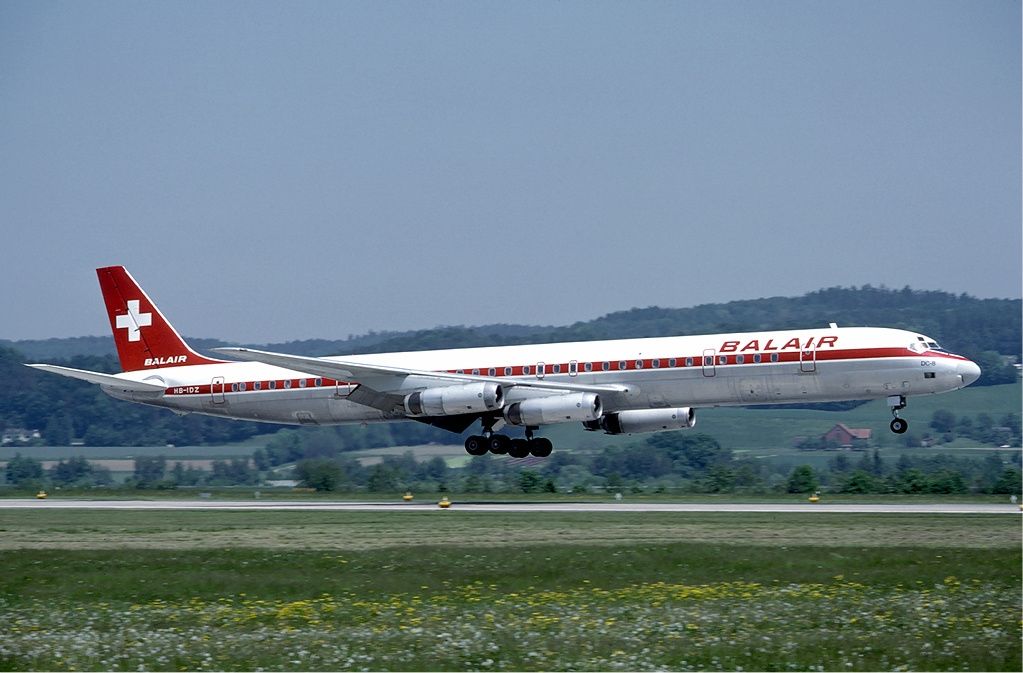
Un Douglas DC-8 de Balair à l'Aéroport de Zurich en 1985.

### La troisième Balair/CTA
La Compagnie de Transport Aérien (CTA) (AITA: RU ; OACI & Indicatif d'appel: CTA), basée à Meyrin (GE) et fondée en 1972 est rachetée par Swissair en 1978. Elle offre principalement des vols charters en direction de l'Afrique du Nord, de la Méditerranée (Turquie, Grèce et Îles Canaries). 
En 1993, la CTA cesse ses opérations lorsqu'elle fusionne avec la seconde Balair pour créer la Balair/CTA.
Le domicile légal de l'entreprise est déplacé à Genève et le service de comptabilité à Bâle, tandis que la base opérationnelle est déplacée à Zurich. Après des licenciements et plusieurs restructurations, la compagnie devient à nouveau lucrative. 
En 1995, la compagnie cesse ses activités. Les vols court-courriers sont réattribués à Crossair et les long-courriers à Swissair. 
En 1997, l'activité de charter est relancée à nouveau et le 1er novembre 1997, la société reprend du service en tant que filiale de Swissair sous l'ancien nom de Balair.

### La quatrième Balair
La combinaison de vols charter et de vols réguliers relance la compagnie en 1997. Les vols sont réservés de façon exclusive pour le voyagiste suisse Hotelplan et sa filiale M-travel. Deux Boeing 757-2002 servent les moyens et court-courriers. Pour les vols long-courriers, la compagnie a à sa disposition deux Boeing 767-300. 
La nouvelle Balair fait les frais de la crise suivant le grounding de la Swissair. Le 5 octobre 2001, le dernier vol Balair atterrit à Zurich. Alors que les Boeing 767 sont remis en vente. Hotelplan attribue ses deux Boeing 757 à la nouvelle société fondée sur les cendres de Balair, la compagnie aérienne Belair.

### Logos

Balair 1957-1993
CTA 1978-1993
BalairCTA 1993-1995
Balair 1997-2002